# Elimaea brevilamina
Elimaea brevilamina är en insektsart som beskrevs av Mu, T. He och Yuwen Wang 2002. Elimaea brevilamina ingår i släktet Elimaea och familjen vårtbitare. Inga underarter finns listade i Catalogue of Life.